# Trailcar
A Trailcar foi uma empresa brasileira fabricante de carrocerias de motocasas (motor-home), trailers, campers e outros veículos especiais com sede na cidade de Joinville no estado de Santa Catarina, no bairro Anita Garibaldi. Até o ano de 2008 (ano de fechamento) a Trailcar Indústria de Carrocerias Ltda já tinha construido mais de 500 unidades, garantidas pela satisfação de seus clientes de todo o país. 
Em 1970, seu fundador Sr. Walter Schumacher, um grande entusiasta do caravanismo, construiu o primeiro trailer para seu próprio uso e de sua família. A ideia de uma "casa-móvel" foi de tamanho sucesso que imediatamente surgiram as primeiras encomendas e, logo depois, a encomenda do primeiro motor-home.

## Compra dos moldes
Em 2009 os moldes que pertenciam a empresa trailcar foram adquiridos pela Joinfibra, uma empresa também de Joinville, situada no bairro Profipo.

## Linha de produtos

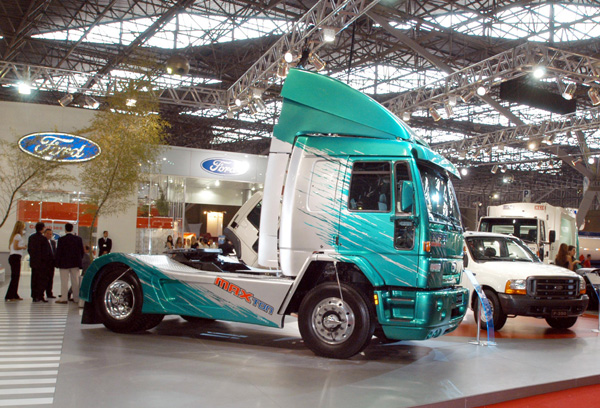
Cabine-dupla para caminhão Ford Cargo

A linha de produtos da Trailcar era bastante diversificada, variando desde a produção de motor-home até a fabricação de cabine-dupla para caminhão. Seus produtos eram conhecidos pelo acabamento, sofisticação e design.
- Motor-home:
  - Trailcar Commander Special
  - Trailcar Commander
  - Trailcar Concorde
  - Trailcar Corsair

- Trailer:
  - Trailcar Confort

- Cabine-dupla para caminhão:
  - Ford
    - Slim

  - Mercedes-Benz
  - Volkswagen